# Ptychopyxis kingii
Ptychopyxis kingii är en törelväxtart som beskrevs av Henry Nicholas Ridley. Ptychopyxis kingii ingår i släktet Ptychopyxis och familjen törelväxter. Inga underarter finns listade i Catalogue of Life.